# Jiang Jin
Jiang Jin (江津S, Jiāng JīnP; Tientsin, 7 ottobre 1968) è un ex calciatore cinese, di ruolo portiere.
Il 24 marzo 2012 diventa di pubblico dominio la notizia che è stato arrestato insieme ad altri tre connazionali per aver truccato la partita Shanghai International-Tianjin Teda (1-2) del campionato cinese 2003.

## Palmarès

### Club

#### Competizioni nazionali
- Coppa della Cina: 1

Bayi: 1990

### Individuale
- Miglior portiere della Coppa d'Asia: 1
- 2000